# Локалитет Јазак
Локалитет Јазак је локалитет у режиму заштите I степена, површине 5,14ha, у јужном делу НП Фрушка гора.
Налази се у ГЈ 3803 Врдник-Моринтово, одељење 67, одсек „г”. То је шумски екосистем, представљен заједницом китњака и цера са сладуном (Qurcetum petraeae-cerris farnetosum), значајан као ретко станиште сладуна који се на Фрушкој гори задржао у облику фрагментираних површина.